# Dos hermanas
Dos hermanas es una telenovela peruana producida por Michelle Alexander para América Televisión en 2020.
Protagonizada por Melissa Paredes; coprotagonizada por Sebastián Monteghirfo; junto con Mayella Lloclla, Julián Legaspi, Fiorella Luna, Marcello Rivera, Mariano García-Rosell, Fabián Calle, Sandro Calderón, Yaco Eskenazi y Erick Elera en los roles antagónicos. El elenco es completado por Marisol Aguirre, Karime Scander, Silvia Bardalez, David Villanueva, Alexandra Barandiarán, Kiara Tanguis, Sandra Vergara y Pierina Carcelén, junto a las actuaciones juveniles e infantiles de Alessia Lambruschini, Brando Gallesi, Mariagracia Mora y Zoé Fernández.
El 20 de marzo de 2020, la telenovela pausó su emisión debido a la pandemia de COVID-19. Fue sustituida por La otra orilla y posteriormente Mi vida sin ti. La telenovela retomó su emisión desde el 1 de marzo de 2021 en sustitución de la primera temporada de Princesas.

## Argumento
En 1993, durante la época del terrorismo, Mery y Urpi son dos hermanas que viven con sus padres en la sierra, pero sus vidas cambiaron cuando unos terroristas asesinaron a sus padres y entonces deciden fugarse a Lima, ya en la capital se internaron en un albergue, sin embargo, las dos hermanas fueron separadas, de Urpi no se sabe nada, mientras que Mery escapó del albergue, y estuvo deambulando en la calle hasta que luego fue adoptada por Loyda Pérez que la invita a vivir a su casa con sus hijos Ramón y Betsy. 
Después de muchos años, Mery ya es adulta y tiene a su esposo Johnny y su hija Rosita, ella contra todo pronóstico va en busca de encontrar a su hermana, Urpi, que ahora llamada Fiorella, es una profesional que estudió en el extranjero y que vino a Lima a visitar a sus padres y su hermana adoptiva menor. Mery y Fiorella se encuentran accidentalmente en la calle, sin embargo, esta última como no recuerda nada, le tiene rencor a la primera, las cosas cambian cuando a Noelia le detectan que tiene cáncer y entonces decidió que Fiorella tomara las riendas de la empresa Vitalia dónde nada menos que Mery y su hermana adoptiva, Betsy fueron contratadas como asistentes, y ahí es donde Fiorella manifiesta su rechazo contra Mery, sin saber de la verdad. Pasará mucho tiempo, y muchos obstáculos, para que ambas se vuelvan a unir como... Dos hermanas.

## Elenco
- Melissa Paredes como María «Mery» Etelvina Vilca Pando de Ronceros[6]
- Mayella Lloclla como Fiorella Berrospi Vargas
- Francesca Vargas como Urpi Rosa Vilca Pando / Profesora Asunción Rosa Pando Malta de Vilca
- Sebastián Monteghirfo como Ramón Alfonso Aranibar Pérez
- Erick Elera como Johnny Ronceros Méndez
- David Villanueva como Guillermo de la Cruz Contreras
- Yaco Eskenazi como Gustavo Allemant Villanueva
- Marisol Aguirre como Noelia Vargas Ruiz de Berrospi[7]
- Julián Legaspi como Fernando Berrospi Solari
- Pierina Carcelén como Ximena Berrospi Ballón[8]
- Fiorella Luna como Martha Ruíz Sousa
- Silvia Bardalez como Loyda Pérez Choquehuanca de Araníbar
- Kiara Tanguis como Patricia «Patty» Alejandra Mendoza Adams
- Sandra Vergara como Betzabeth «Betsy» Araníbar Pérez de Chauca[9]
- Marcello Rivera como Danilo Marlon Chauca Oquendo
- Brando Gallesi como Brayan Ronceros Méndez
- Alessia Lambruschini como Rosa «Rosita» Ronceros Vilca/María «Mery» Vilca Pando (niña)
- Maríagracia Mora como Mayra Chauca Araníbar
- Mariano García-Rosell como Dante Cáceres Ramírez
- Karime Scander como Bianca Berrospi Vargas/Bianca Allemant Vargas
- Zoé Fernández como Julia «Jully» Araníbar Ruíz
- Sandro Calderón como Pablo Pando Malta/Wilson
- Carolina Infante como Silvia Ramírez de Pando/de Cáceres
- Alexandra Barandiarán como Gloria
- Natalia Montoya como Celeste Figueroa
- Fabián Calle como Fierrito
- Luciana León-Barandiarán como Alisson Ugarte
- Juan Carlos Pastor como Oficial José Luis Joya Peña
- Pold Gastello como Carlomagno La Rosa
- Iván Chávez como Fiscal Juan Sarmiento
- Emilram Cossío como Adrián Seminario
- Víctor Machengo Mendoza como Walter Castro
- Carlos Victoria Álvarez como Mario González
- Alberick García como Anselmo Cáceres
- Tadeo Congrains como Peña
- Zoé Arévalo como Romina
- Alejandra Saba como Carla de la Puente
- Ismael Contreras como Jerónimo
- Elsa Olivero como Delia Choquehuanca
- Sylvia Majo como Profesora Mechita / Mercedes
- Alain Salinas como Profesor Pedro Porfirio Vilca Pullido
- Naima Luna como Fiorella Berrospi Vargas (niña)
- Rafaela Román Rizo Patrón como Bianca Berrospi Vargas/Bianca Allemant Vargas (Bebé)

## Pausa y reestreno
La telenovela se estrenó el 4 de marzo de 2020 en el horario de 9:30 a 10:20 p. m.., sustituyendo a Chapa tu combi;  sin embargo, debido a la llegada del COVID-19 al Perú, la telenovela que solo llevaba unas pocas semanas de emisión tuvo que pausarlas el 19 de marzo del mismo año. Durante su última semana de emisión, se emitió de 9:30 a 10 p. m. siendo sustituida por La rosa de Guadalupe Perú.
Finalmente, en febrero de 2021, después de casi un año de su estreno, la telenovela fue reestrenada desde el 1 de marzo en su mismo horario sustituyendo a la primera temporada de Princesas.
La telenovela volvió con 2 capítulos resumen en dónde se abarca los 12 episodios ya transmitidos anteriormente en su fecha original, omitiendo varias escenas que aparecían originalmente. Esto es porque la productora no desea repetir estos episodios, para así ir más rápido con los que aún no se habían estrenado. Además que han revelado que algunas historias han sido modificadas o mejoradas a las antes presentadas. Los nuevos capítulos se emitieron desde el 3 de marzo.

## Premios y nominaciones
| Año  | Premio                       | Categoría          | Nominación      | Resultado | Ref.   |
| ---- | ---------------------------- | ------------------ | --------------- | --------- | ------ |
| 2021 | Premios Luces de El Comercio | Mejor Actriz de TV | Mayella Lloclla | Nominada  | [ 16 ] |
| 2021 | Premios de En boca de todos  | La Malvada de 2021 | Mayella Lloclla | Ganadora  |        |
| 2021 | Premios Luces de El Comercio | Mejor Actor de TV  | Julián Legaspi  | Nominado  |        |